# The Power of Love (álbum)
The Power of Love —en inglés El Poder del Amor — es el álbum de estudio debut de la cantante inglesa y ganador de la décima temporada del programa The X Factor en Reino Unido. Es en gran parte un álbum de versiones con la excepción de una canción original, «Treasure». El álbum fue publicado el 21 de marzo de 2014 por los sellos Syco Music y Sony Music.
El álbum recibió una acogida mixta, con algunos halagos por la habilidad vocal de Bailey pero criticando la falta de contenido original y cuestionando su voz en ciertas canciones.